# Strajk solidarnościowy
Strajk solidarnościowy – strajk, który wynika ze wspólnych interesów zbiorowości pracowników i nie jest ograniczany zarówno terytorialnie, jak i poprzez przynależność do tej samej branży. W prawie polskim jest to strajk w obronie praw i interesów pracowników, którzy nie mają prawa do strajku, zorganizowany przez związek zawodowy działający w innym zakładzie pracy, przy czym strajk taki nie może trwać dłużej niż pół dnia roboczego.